# Orangehuvad tangara
Orangehuvad tangara (Thlypopsis sordida) är en fågel i familjen tangaror inom ordningen tättingar.

## Utseende och läte
Orangehuvad tangara har tunn näbb och bjärt gulorange huvud. Östliga fåglar har olivbrunt på ryggen och kanelfärgad undersida, medan västliga är grå ovan och vita under. Honan liknar hanen, men är mattare färgad. Sången består av en serie med mycket ljusa "chip".

## Utbredning och systematik
Orangehuvad tangara delas in i tre underarter med följande utbredning:
- T. s. chrysopis – sydligaste Colombia till östra Ecuador, östra Peru och västra Brasilien
- T. s. orinocensis – tropiska öst-centrala Venezuela (södra Anzoátegui och norra Bolívar)
- T. s. sordida – östra och södra Brasilien till östra Bolivia, Paraguay och norra Argentina

## Levnadssätt
Orangehuvad tangara hittas i savann, öppet skogslandskap och skogsbryn. Där ses den födosöka rastlöst från ögonhöjd och uppåt.

## Status och hot
Arten har ett stort utbredningsområde, men tros minska i antal, dock inte tillräckligt kraftigt för att den ska betraktas som hotad. Internationella naturvårdsunionen IUCN listar arten som livskraftig (LC).

## Bilder

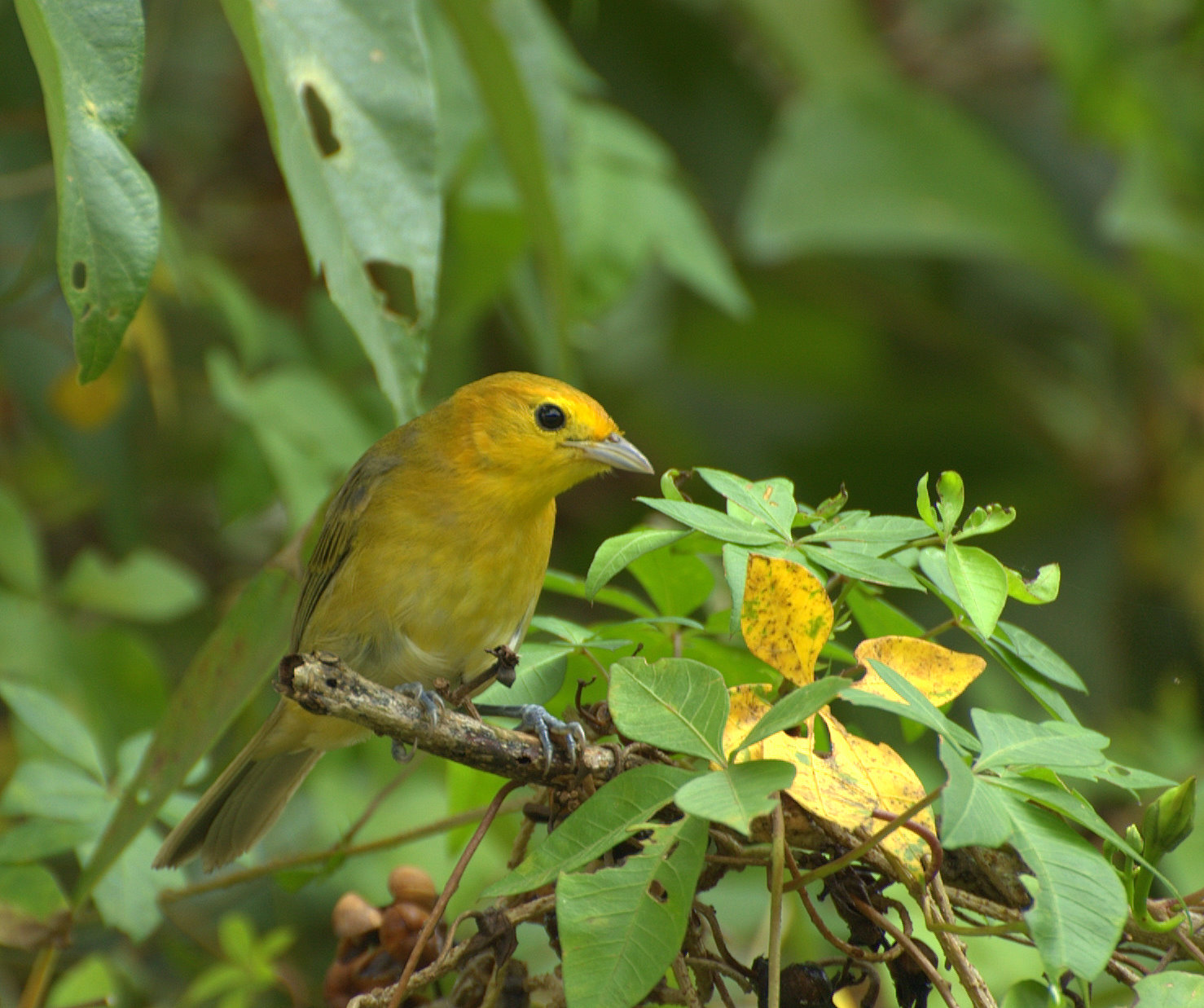